# Marc Michaelis
Marc Michaelis (* 31. Juli 1995 in Mannheim) ist ein deutscher Eishockeyspieler, der seit Juli 2024 bei den Adler Mannheim aus der Deutschen Eishockey Liga (DEL) unter Vertrag steht und dort auf der Position des linken Flügelstürmers spielt. Zuvor war Michaelis unter anderem für die Vancouver Canucks in der National Hockey League (NHL) aktiv.

## Karriere
Michaelis spielte als Jugendlicher bei den Jungadlern Mannheim, mit denen er dreimal Meister der Schüler-Bundesliga und dreimal Meister der Deutschen Nachwuchsliga (DNL) wurde. Im Spieljahr 2013/14 wurde er als Spieler des Jahres der DNL ausgezeichnet. Er war Mannschaftskapitän der Jungadler.
Anschließend wechselte er nach Nordamerika, stand für die Minnesota Magicians in der North American Hockey League sowie ab Dezember 2014 für die Green Bay Gamblers in der United States Hockey League auf dem Eis. Zum Schuljahr 2016/17 stieß Michaelis zur Hochschulmannschaft der Minnesota State University, Mankato und nahm zudem ein Studium im Fach Sportmanagement auf. In der Saison 2016/17 wurde er als Neuling des Jahres der Collegeliga Western Collegiate Hockey Association, einer Division im Spielbetrieb der National Collegiate Athletic Association, ausgezeichnet. In seinem letzten Jahr an der Minnesota State University wurde er zum vierten Mal in Folge in das WCHA First All-Star Team gewählt, außerdem wurde er zum Spieler des Jahres und zum Stürmer des Jahres gekürt.
Im März 2020 gaben die Vancouver Canucks aus der National Hockey League bekannt, dass der deutsche Nationalspieler einen Einjahresvertrag unterzeichnet hat.
Ein Jahr später, Anfang März 2021, kam der Angreifer schließlich zu seinem Debüt in der NHL. Er absolvierte bis zum Saisonende 15 Partien für die Vancouver Canucks, in denen er jedoch punktlos blieb. Im August desselben Jahres erhielt er einen Vertrag bei den Toronto Marlies aus der American Hockey League (AHL), bei denen er die Saison 2021/22 verbrachte. Im Juni 2022 kehrte der Stürmer nach Europa zurück, als er einen Vertrag bei den SCL Tigers aus der Schweizer National League unterzeichnete. Dort verbrachte er eine Saison, ehe zur Saison 2023/24 innerhalb der National League für ebenfalls ein Jahr zum EV Zug wechselte. Zur Spielzeit 2024/25 gab sein Ausbildungsverein Adler Mannheim aus der Deutschen Eishockey Liga (DEL) die Verpflichtung des Stürmers bekannt.

### International

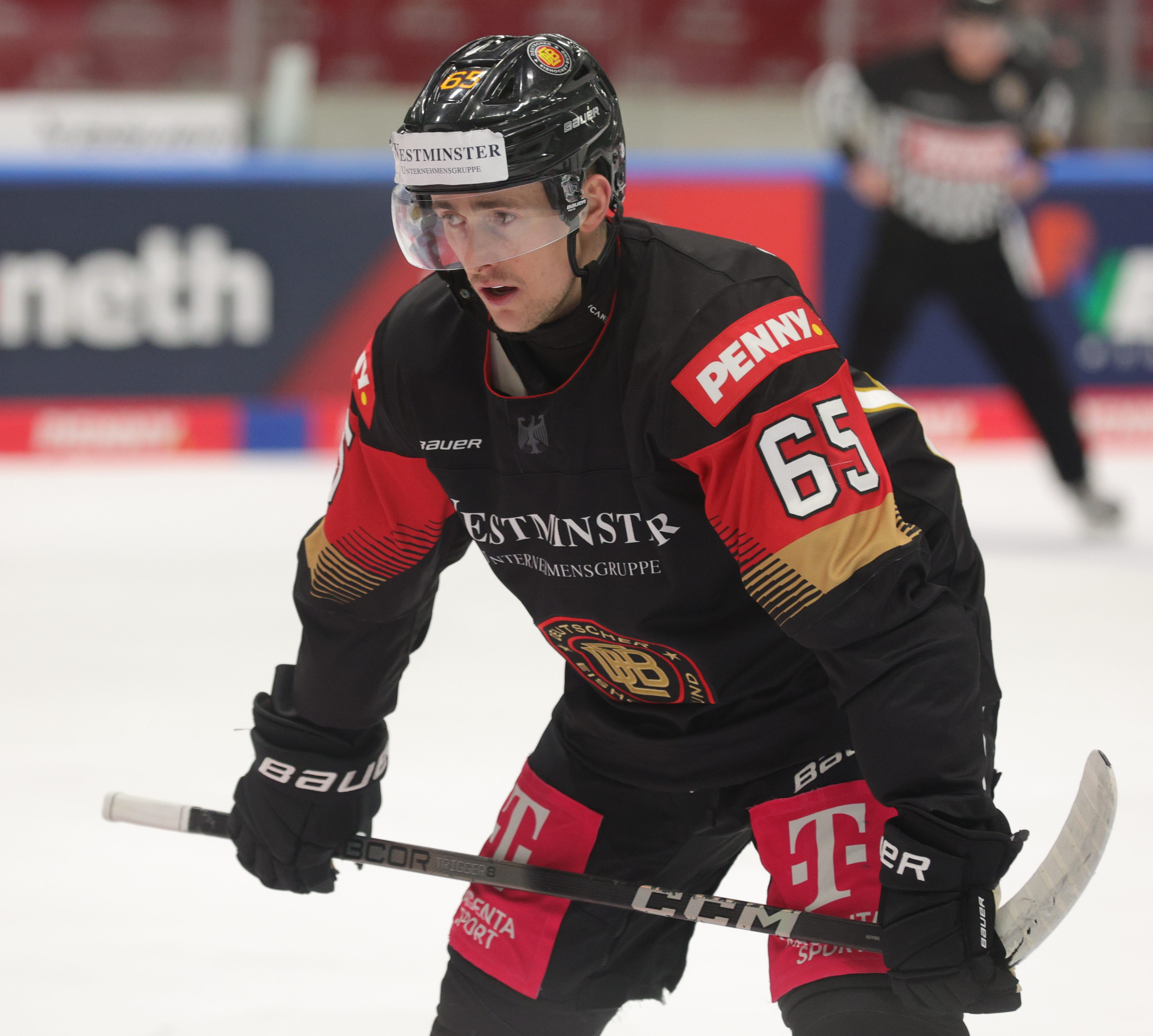
Michaelis im Trikot der deutschen Nationalmannschaft (2024)

Für sein Heimatland spielte Michaelis im Juniorenbereich bei der U18-Junioren-Weltmeisterschaft 2013 sowie der U20-Junioren-Weltmeisterschaft 2015. Anfang April 2018 gab der Stürmer in einem Länderspiel im Rahmen der Euro Hockey Challenge 2018 gegen Russland seinen Einstand in der deutschen A-Nationalmannschaft. Anschließend nahm er als einziger Nicht-Profi des deutschen Kaders an der Weltmeisterschaft 2018 in Dänemark teil. Dies wiederholte sich auch im folgenden Jahr bei der Weltmeisterschaft 2019 in der Slowakei. In der Folge spielte der Stürmer bei den Weltmeisterschaften der Jahre 2022, 2024 und 2025.

## Erfolge und Auszeichnungen
| - 2009 Deutscher Schülermeister mit dem Mannheimer ERC - 2010 Deutscher Schülermeister mit dem Mannheimer ERC - 2011 Deutscher Schülermeister mit dem Mannheimer ERC - 2012 DNL-Meister mit den Jungadler Mannheim - 2013 DNL-Meister mit den Jungadler Mannheim - 2013 Bester Torschütze der DNL-Hauptrunde - 2014 DNL-Meister mit den Jungadler Mannheim - 2014 Topscorer der DNL-Hauptrunde - 2014 Bester Torschütze der DNL-Hauptrunde - 2014 Bester Vorlagengeber der DNL-Hauptrunde | - 2014 DNL-Spieler des Jahres - 2017 WCHA Rookie of the Year - 2017 WCHA All-Rookie Team - 2017 WCHA First All-Star Team - 2018 WCHA First All-Star Team - 2019 Broadmoor-Trophy-Gewinn mit der Minnesota State University, Mankato - 2019 WCHA First All-Star Team - 2020 WCHA Player of the Year - 2020 WCHA First All-Star Team |

## Karrierestatistik
Stand: Ende der Saison 2024/25

### International
Vertrat Deutschland bei:
| - U18-Junioren-Weltmeisterschaft 2013 - U20-Junioren-Weltmeisterschaft 2015 - Weltmeisterschaft 2018 - Weltmeisterschaft 2019 | - Weltmeisterschaft 2022 - Weltmeisterschaft 2024 - Weltmeisterschaft 2025 |

(Legende zur Spielerstatistik: Sp oder GP = absolvierte Spiele; T oder G = erzielte Tore; V oder A = erzielte Assists; Pkt oder Pts = erzielte Scorerpunkte; SM oder PIM = erhaltene Strafminuten; +/− = Plus/Minus-Bilanz; PP = erzielte Überzahltore; SH = erzielte Unterzahltore; GW = erzielte Siegtore; 1 Play-downs/Relegation; Kursiv: Statistik nicht vollständig)